# Rediviva
Rediviva  (лат.) — род длинноногих пчёл из подсемейства Melittinae семейства Melittidae. Более 20 видов.

## Распространение
Южная Африка и Лесото.

## Описание
Среднего размера пчёлы (их длина составляет 10—17 мм). У самок очень длинные передние ноги (у некоторых видов они длиннее всего тела), которыми они собирают нектар из цветов. При этом средняя и задняя пары ног имеют нормальную для пчёл длину. Обнаруживаются на растениях рода Diascia, реже на Hemimeris и Bowkeria (семейство Норичниковые), а также на наземных орхидных (стр.415 in: Michener, 2000).
- Rediviva albifasciata Whitehead & Steiner, 1994
- Rediviva alonsoae Whitehead & Steiner, 2001
- Rediviva aurata Whitehead & Steiner, 2001
- Rediviva bicava Whitehead & Steiner, 2001
- Rediviva colorata Michener, 1981
- Rediviva emdeorum  Vogel & Michener, 1985
- Rediviva gigas  Whitehead & Steiner, 1993
- Rediviva intermedia  Whitehead & Steiner, 2001
- Rediviva intermixta  (Cockerell, 1934)
- Rediviva longimanus  Michener, 1981
- Rediviva macgregori  Whitehead & Steiner, 2001
- Rediviva micheneri  Whitehead & Steiner, 2001
- Rediviva neliana  Cockerell, 1931
- Rediviva nitida  Whitehead & Steiner, 2001
- Rediviva pallidula  Whitehead & Steiner, 1992
- Rediviva parva  Whitehead & Steiner, 2001
- Rediviva peringueyi  (Friese, 1911)
- Rediviva ruficornis  Whitehead & Steiner, 2001
- Rediviva rufipes (Friese, 1913)
- Rediviva rufocincta (Cockerell, 1934)
- Rediviva saetigera Whitehead & Steiner, 1992
- Rediviva tropicalis (Cockerell, 1934)